# 레프리콘 2
《레프리콘 2》(영어: Leprechaun 2, 영국 제목 영어: One Wedding and Lots of Funerals)는 미국에서 제작된 로드먼 플렌더 감독의 1994년 코미디 공포 영화이다. 전편 《레프리콘》(1993)에서 레프러콘 역을 맡았던 워릭 데이비스가 연속 출연하였으나 두 작품 사이에 서사상 연계성은 거의 존재하지 않는다. 1995년 비디오 영화 속편 《레프리콘 3》이 출시되었다.

## 줄거리
천년 전인 990년대 아일랜드. 사악한 레프러콘은 성 패트릭의 날에 돌아온 자신의 천 번째 생일에 인간 노예 윌리엄 오데이에게 신붓감을 찾았으며 이 예비 신부가 세 번 연속 재채기를 하여 자신의 소유가 되면 결혼 후에 윌리엄을 자유의 몸으로 만들어주겠다고 약속한다. 그러나 윌리엄은 그 신부가 하필 자신의 외동딸이라는 걸 알게 된다. 윌리엄은 딸이 재채기를 한 번 했을 때 "God bless you→신의 가호가 있기를"라는 말로 딸을 구한다. 레프러콘은 윌리엄을 죽이며 천 년 뒤에 그의 후손과 결혼할 것을 천명한다.
오늘날 1990년대 성 패트릭의 날 로스앤젤레스. 브리짓 오데이와 사귀는 코디는 삼촌 모티와 함께 관광객들을 유명인들이 묻혀 있다고 알려진 으스스한 곳에 데리고 다니는 사기성 공포 관광업을 하고 있다. 이런 장소들 중 하나인 해리 후디니의 옛 집 아일랜드산 나무 밑에서 나타난 레프러콘은 한 노숙인의 금니를 뽑고 새 신붓감 브리짓을 잡으러 움직인다.
코디가 일 때문에 브리짓을 바람맞힌 뒤 브리짓을 짝사랑하는 이언은 레프러콘의 환술에 걸려 예초기를 브리짓으로 믿고 접근했다가 기계 날에 죽고 만다. 코디가 꽃다발을 주며 브리짓과 화해한 뒤 브리짓은 레프러콘의 술수로 재채기를 세 번 연속하는 바람에 레프러콘의 차지가 된다. 코디는 이언 살해와 브리짓 실종의 유력한 용의자가 되어 쫓긴다. 바에서 레프러콘을 발견한 모티는 레프러콘을 곁에 붙들어 놓겠다며 레프러콘과 음주 대결을 하지만 레프러콘은 빠져나가고 만다.
레프러콘의 유일한 약점이 주철이라는 걸 알게 된 코디는 레프러콘이 브리짓과 빠져나가며 떨어뜨린 금화 한 닢을 미끼로 레프러콘을 이언이 일하던 고카트 트랙의 주철 금고 안에 가둔다. 하지만 모티는 코디를 비품 창고에 가둬버리고, 레프러콘에게 전통대로 세 가지 소원을 들어 달라고 한다. 모티가 금화 단지를 원하자 단지는 모티의 위에 나타나고 모티의 배가 찢어질 듯 팽창한다. 자신을 풀어줘야 그 다음 소원을 들어주겠다는 레프러콘의 말에 모티는 두 번째 소원으로 금고를 연다. 모티가 세 번째 소원으로 단지를 꺼내 달라고 하자 레프러콘은 모티의 위를 찢어 모티를 죽여 버린다. 한편 레프러콘은 코디가 금화를 갖고 있어 그를 해치지 못한다.
비품 창고에서 빠져나온 코디는 레프러콘의 은신처에서 살아 움직이는 윌리엄의 해골을 무찌르고 브리짓을 풀어준다. 두 사람은 미궁 같은 동굴 안에서 잠시 떨어졌다가 다시 만나고, 브리짓이 금화를 달라고 하자 코디는 이를 순순히 넘긴다. 하지만 이는 브리짓인 척을 한 레프러콘으로 드러난다. 레프러콘은 코디가 주철 말뚝을 직접 제 몸에 찌르게 만드는데, 이후 죽은 척을 하던 코디는 말뚝을 레프러콘에게 박고, 레프러콘은 폭발한다. 코디는 레프러콘이 브리짓 흉내를 내고 있는 걸 간파해 금화 대신 동전 초콜릿을 건넸기 때문에 레프러콘은 여전히 코디를 해치는 게 불가능했던 것이다. 코디는 갖고 있을 만한 가치가 없다며 손에 있던 금화를 내던져 버린다.

## 출연진
- 워릭 데이비스
- 찰리 히스
- 시본 더킨
- 제임스 랭커스터
- 애덤 비스크
- 린다 홉킨스
- 아투로 길
- 키미 로버트슨
- 클린트 하워드
- 빌리 벡
- 마사 해킷
- 토니 콕스
- 마이클 맥도널드

## 기타 제작진
- 배역: 린다 프랜시스
- 미술: 토니 트람블레이
- 의상: 메타 저다인
- 분장: 게이브 Z. 바탤러스